# Vasco da Gama, 3.º Conde da Vidigueira
Vasco da Gama, 3º Conde da Vidigueira (ca. 1530 — 4 de agosto de 1578) foi um nobre e militar português. Era neto de Vasco da Gama.
Era Senhor da vila da Vidigueira e da Vila de Frades; almirante da Índia, estribeiro mor de D. João III e do príncipe D. João, na ocasião do seu casamento, do Conselho de Estado do D. Sebastião. Acompanhou o referido rei em ambas as jornadas de África, e foi morto com ele na batalha de Alcácer Quibir, em 4 de agosto de 1578.
Era filho dos 2.os condes da Vidigueira, D. Francisco da Gama, 2.º Conde da Vidigueira e D. Guiomar de Vilhena.
Casou com D. Maria de Ataíde, irmã do seu cunhado, filha de António de Ataíde, 1.º Conde da Castanheira, senhor de Póvoa e Cheleiros, alcaide-mor de Colares, e da condessa D. Ana de Távora.
Tiveram os seguintes filhosː
- D. António da Gama, religioso.
- D. Francisco da Gama, 4º conde da Vidigueira
- D. Jorge da Gama, que serviu na India e lá morreu em combate. Sem geração.
- D. António da Gama, capitão mor da Índia e governador da fortaleza de Ormuz. Aí casou com Ana Rolim, viúva de Diogo Lopes Coutinho, capitão de Ormuz, filha de Diogo Rolim de Moura, capitão das fortalezas de Cranganor e de Diu. Teve filho bastardo.
- D. João da Gama, que entrou na Companhia de Jesus, foi clérigo, esmoler-mor de D. Filipe III, e bispo de Miranda, onde lá está enterrado.
- D. Violante de Ataíde, mulher de D. Álvaro de Meneses, senhor de Alfaiates.
- D. Guiomar de Vilhena, D. Eufrásia de Ataíde, D. Ana, D. Paula e D. Barbara, todas clarissas nos mosteiro da Castanheira.